# John Gallagher
John Anthony Gallagher (Londres, 29 de enero de 1964) es un profesor y exjugador neozelandés de rugby nacido en Reino Unido, que se desempeñaba como fullback. Representó a los All Blacks de 1987 a 1989 y se consagró campeón del mundo en Nueva Zelanda 1987.

## Biografía[1]
Es hijo de padres irlandeses, nació y se crio como británico en Lewisham; donde se hizo fanático del Arsenal Football Club y vivió hasta los 20 años. Trabajaba en la Scotland Yard y jugaba en Marist Saint Patricks, había debutado con 18 años, cuando enfrentó al club neozelandés Oriental Rongotai y fue invitado al mismo.

### Emigración
Se mudó a Nueva Zelanda para jugar en Oriental Rongotai y para mantenerse trabajaba como albañil, hasta que se unió a la policía neozelandesa en 1985. Fue aquí donde Gallagher perfeccionó su destreza y aumentó considerablemente el nivel: lo cambiaron a fullback y progresó rápidamente. Al siguiente año fue seleccionado a los Wellington Lions y jugó con ellos hasta 1990.

### Carrera profesional
En 1990 regresó a Inglaterra para estudiar en la Universidad de Leeds Beckett y para solventarse jugó profesionalmente al rugby League (por entonces el rugby union no era profesional). En 1995 el rugby se hizo profesional y Gallagher, recibido de profesor, regresó para jugar en Blackheath FC y se retiró con ellos en 1998.

## Selección nacional
Brian Lochore lo convocó a los All Blacks y su llamado no generó reacciones negativas por el antecedente de Jamie Salmon. Su último partido fue contra Irlanda en noviembre de 1989.
Alex Wyllie también lo convocó, pero Gallagher decidió estudiar y abandonó el seleccionado, no podía ser seleccionado debido a que empezó a jugar profesionalmente. En total disputó 18 partidos y marcó trece tries (52 puntos).

### Participaciones en Copas del Mundo
Lochore lo llevó a Nueva Zelanda 1987 donde los locales mostraron claramente su alto nivel de principio a fin del torneo, ganando todos los partidos. Gallagher solo no jugó contra los Pumas, para descansar.
| Mundial                       | Sede          | Resultado | PJ | Tries |
| ----------------------------- | ------------- | --------- | -- | ----- |
| Copa Mundial de Rugby de 1987 | Nueva Zelanda | Campeón   | 5  | 5     |

### Irlanda A
En enero de 1996 como un profesor de 32 años; Gallagher aceptó una convocatoria a los Ireland Wolfhounds, la segunda selección de Irlanda, para enfrentar a Escocia A y representar a la patria de sus padres. Jugó de primer centro (12) y formó la pareja con Rob Henderson, ganaron cómodamente. Actualmente se considera un error técnico de Murray Kidd no haber convocado a Gallagher al XV del Trébol.

## Estilo de juego
También podía jugar como centro, inició como uno y se retiró como tal. Destacaba por una frialdad inteligente que le permitía tomar decisiones acertadas bajo presión, un admirable coraje para atacar y una gran velocidad que en el marcaje le permitía imponerse o quebrar la defensa. Se lo cita junto a Serge Blanco, Johan Heunis y Gavin Hastings, como uno de los mejores fullbacks de los años 1980.
Gallagher es considerado uno de los mejores fullbacks en la historia de los All Blacks, fue titular en un plantel campeón del mundo y le ganó el puesto a Greg Cooper, Kieran Crowley y Robbie Deans. Se dice que los anteriores eran más habilidosos técnicamente, pero que Lochore y Wyllie lo prefirieron por su valentía.
En Irlanda existía una debate en su mundo del rugby, sobre si Gallagher se consideraba inglés, irlandés o neozelandés. Es considerado un ídolo deportivo en Nueva Zelanda y él mismo resolvió la disputa:

«Tres de mis cuatro abuelos nacieron en Irlanda, pero jugué 18 veces para los All Blacks y, digamos, una vez para Irlanda. Nueva Zelanda me dio todo en lo que respecta al rugby: cada vez que regreso al país, siempre me hacen sentir bienvenido y que soy parte de ellos. John Gallagher, 2018».

## Palmarés
- Campeón del National Provincial Championship de 1986.